# Planta volúvel

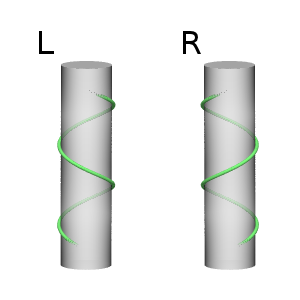
L: Uma trepadeira levogira cresce em direção anti-horária a partir do solo. R: Uma trepadeira dextrogira cresce em sentido horário a partir do solo.

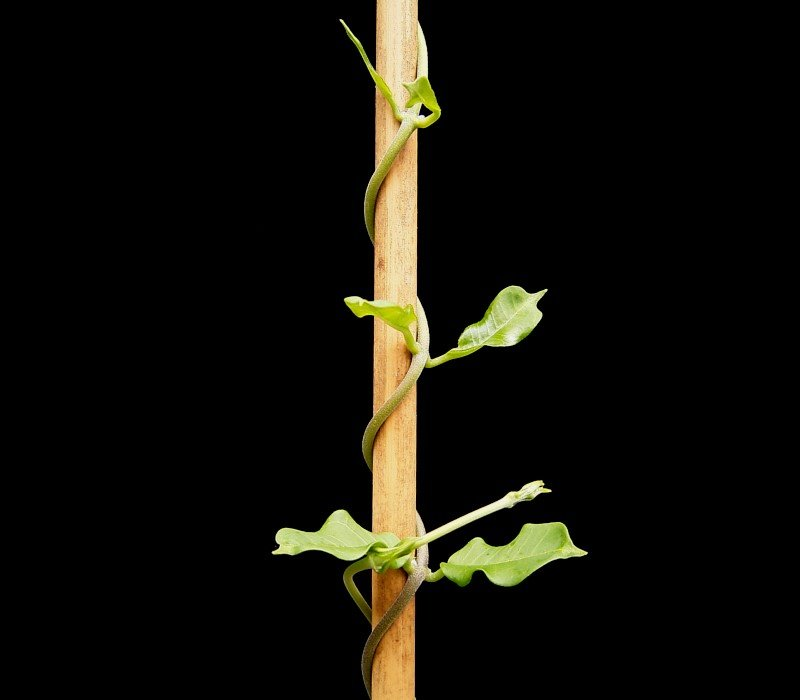
Fockea edulis, uma trepadeira levogira.

Planta volúvel é a designação botânica dada às trepadeiras cujo caule principal tem a capacidade de se enrolar em torno de um suporte, ou seja, é ele próprio o órgão capaz de trepar (em inglês twining vine ou bine). Neste caso, o termo «volúvel» descreve plantas cujos caules se enrolam em espiral em volta de um determinado suporte. Este tipo de adaptação, assente sobre o tigmotropismo do caule, é bastante comum em plantas trepadoras como lianas ou cipós.

## Descrição
Nestas trepadeiras entrelaçadas são os caules crescendo em hélice que as seguram ao suporte, o que contrasta com as trepadeiras, como as videiras, que sobem usando gavinhas ou rebentos. Muitos destas trepadeiras, para além da capacidade de se enrolar, apresentam hastes ásperas ou cerdas apontando para baixo para ajudar na fixação. O lúpulo (usado para dar sabor à cerveja) é um exemplo comercialmente importante de uma destas trepadeiras.
Numa planta volúvel, que por natureza é uma planta trepadora, o órgão de fixação é um caule, designado por "caule volúvel". Em geral não são caules desenvolvidos especificamente para essa função, como as gavinhas caulinares, mas apenas caules herbáceos, delgados e flexíveis, que ao apoiar-se contra um suporte desencadeiam um mecanismo de tigmotropismo que conduz a movimentos helicoidais designados por movimentos de circunutação (movimento das partes crescentes da planta para formar espirais, curvas irregulares ou elipses) em torno do suporte e exercendo uma grande pressão para dentro.
A direção de rotação da ponta do rebento durante a escalada é autónoma e não deriva, como às vezes se refere, do curso seguido pelo sol ao longo do céu. A direção da torção não depende, portanto, de qual lado do equador a planta está localizada, o que é demonstrado pelo facto de que algumas trepadeiras sempre se enrolam no sentido horário, incluindo o feijão-de-trepar (Phaseolus coccineus) e múltiplas espécies de corriola (Convolvulus), enquanto outras se enrolam sempre no sentido anti-horário, incluindo o feijão-francês (Phaseolus vulgaris) e as madressilvas trepadeiras (espécies de Lonicera). O sentido de rotação contrastante da corriola e da madressilva foi o tema da canção satírica Misalliance, escrita e cantada por Michael Flanders e Donald Swann.
Algumas espécies, como o lúpulo (Humulus lupulus), apresentam pelos ou tricomas em gancho que melhoram a sua aderência às estruturas ao longo das quais trepam. Cada espécie apenas pode trepar em suportes de um determinado diâmetro, já que se este for demasiado grosso a aderência torna-se inestável e o caule perde sustentação. Se a relação com o suporte se tornar mecanicamente instável, a planta emite hastes finas com entrenós muito longos e com poucas folhas designados por "corredores" ("runners") que procuram suporte adequado para iniciar os movimentos de circunutação, que podem ser muito rápidos, para voltar a subir. Reiniciada a subida, o caule recomeça a emitir entrenós mais curtos e com mais folhas.

## Galeria

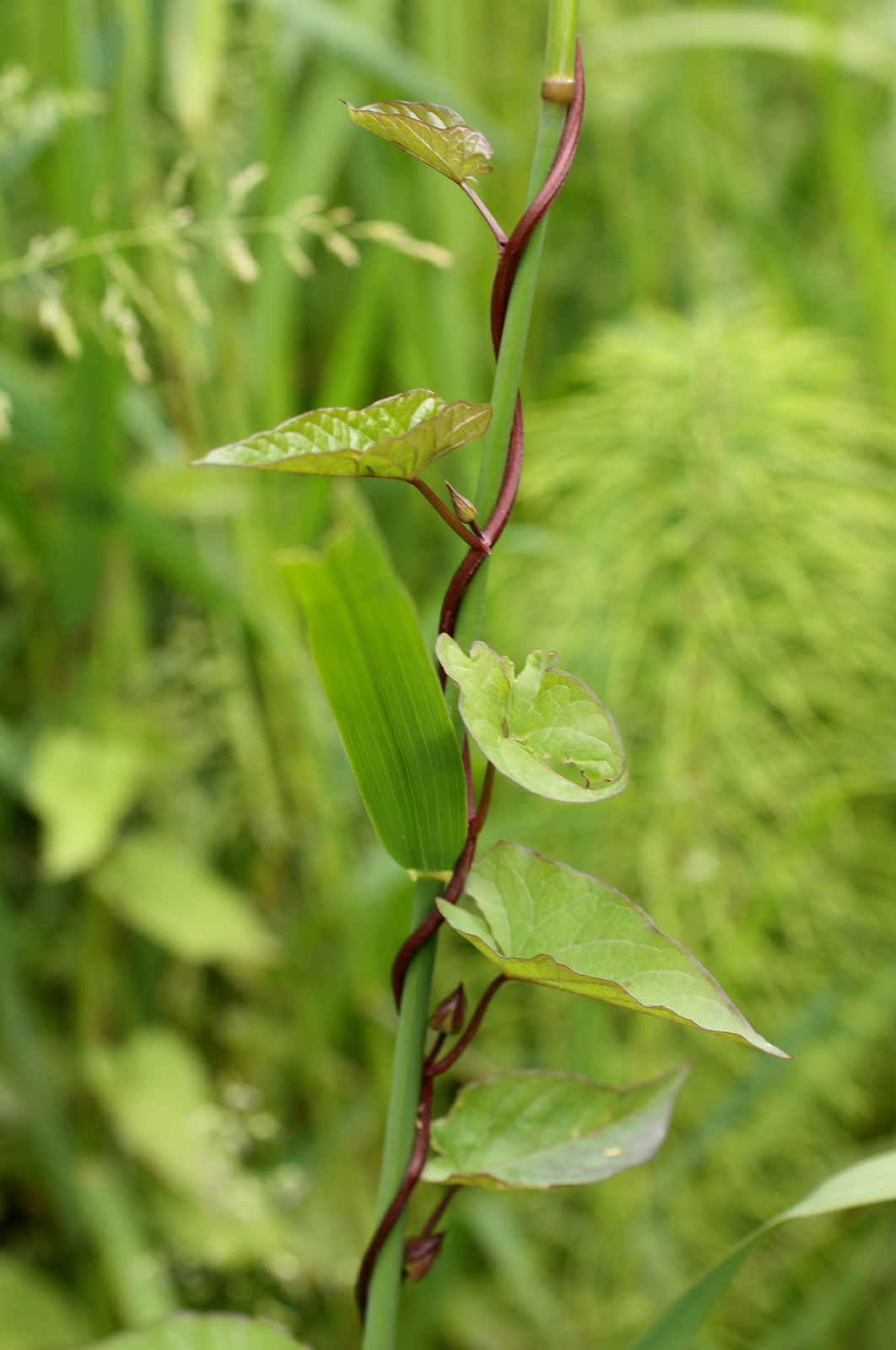
Calystegia sepium, uma herbácea volúvel.
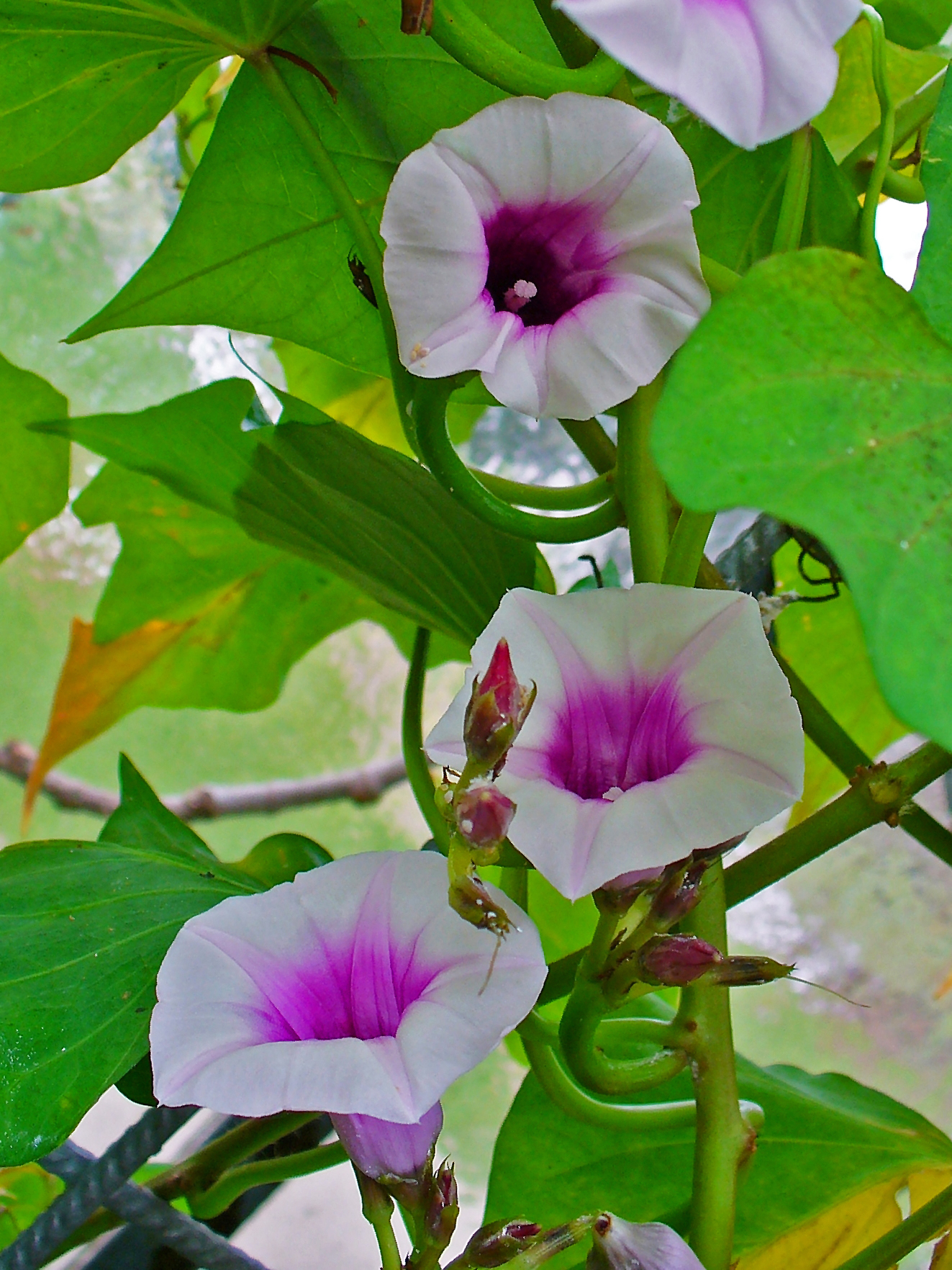
Ipomoea batatas, uma geófita volúvel.
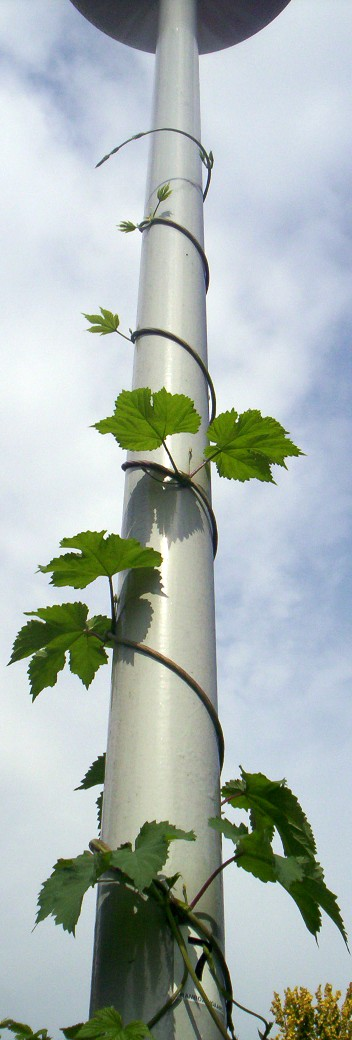
Uma planta volúvel (Humulus lupulus).
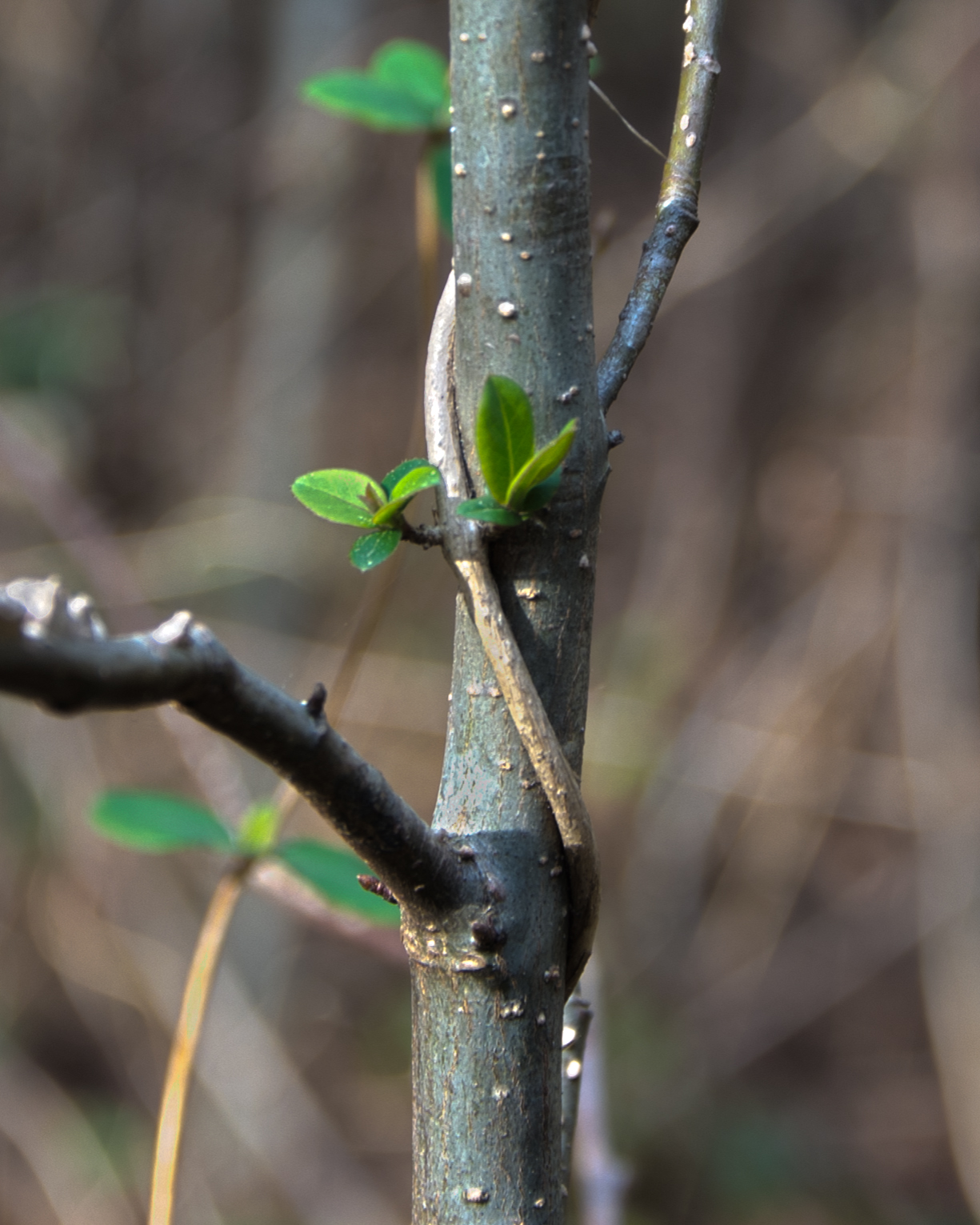
Caule volúvel de uma madressilva.
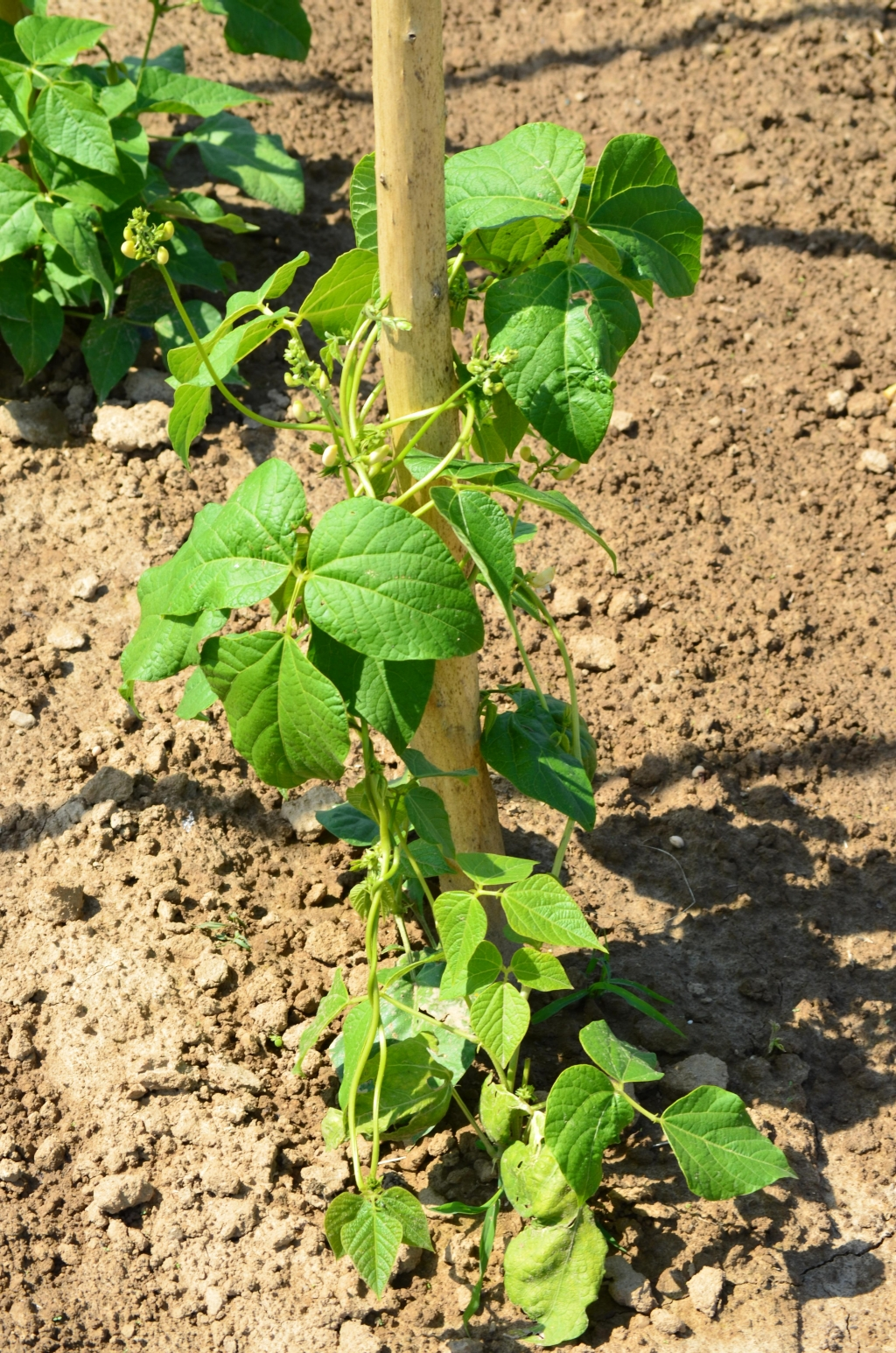
Phaseolus coccineus enrosca-se em sentido horário.
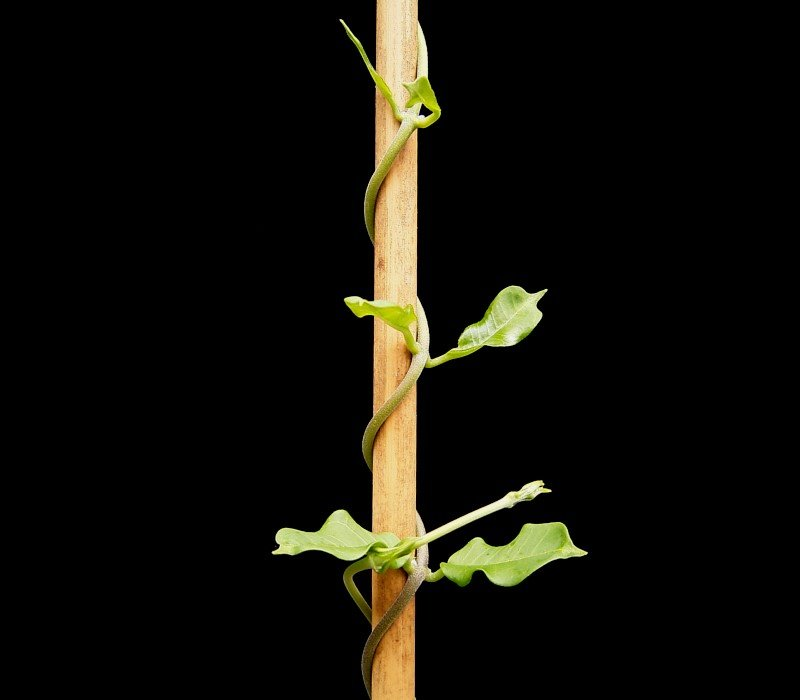
Os caules de Fockea edulis enroscam-se em sentido anti-horário.
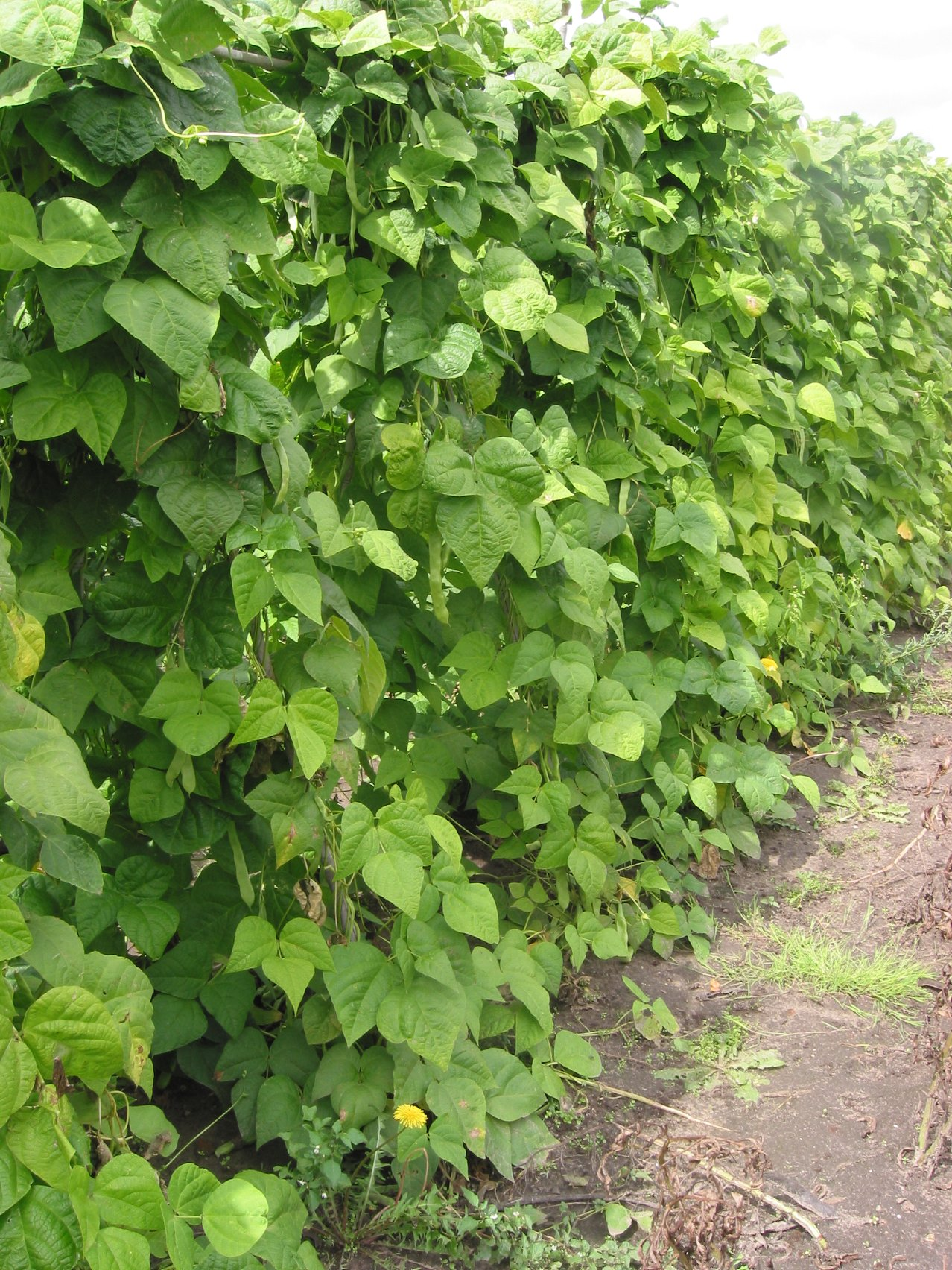
Feijão a crescer sobre suportes.